# Гутенбергер, Карл
Карл Михаэль Гутенбергер (нем. Karl Michael Gutenberger; 18 апреля 1905, Эссен, Германская империя — 8 июля 1961, Эссен, ФРГ) — немецкий политический деятель, обергруппенфюрер СС и генерал войск СС, начальник полиции в Дуйсбурге и Эссене, высший руководитель СС и полиции «Запад». После войны был осуждён как военный преступник.

## Биография
Карл Гутенбергер родился 18 апреля 1905 года в семье работника сталелитейного завода. С 1911 по 1921 год посещал народную школу, реальное училище и гимназию в Эссене. С 1921 по 1923 обучался банковскому делу и несколько месяцев работал в банке. С 1928 по 1929 год работал в компании Rheinstahl AG в Эссене. С 1930 по 31 декабря 1931 года был сотрудником «национальной газеты» нацистской партии.
В 1923 году Гутенбергер вступил в НСДАП и Штурмовые отряды (СА), после запрета партии вновь вступил в неё 15 декабря 1925 года (билет № 25249). С 1926 года был ортсгруппенляйтером в Эссене и выступал в качестве партийного оратора. 31 июля 1932 года был избран депутатом рейхстага Веймарской республики от нацистской партии, и занимал эту должность до ноября 1932 года. В ноября 1932 года стал членом ландтага Пруссии, сменив ушедшего в отставку Фридриха Пеппмюллера. Гутенбергер состоял в этом органе до октября 1933 года, когда он был распущен. В ноябре 1933 года стал депутатом рейхстага нацистской Германии от 23-го избирательного округа Дюссельдорф. С начала января 1932 года был руководителем различных штандартов и бригад СА в Рурской области.
С 1938 по 31 декабря 1939 года занимал должность руководителя полиции в Дуйсбурге. С 14 ноября 1939 по 1 мая 1941 года был руководителем полиции в Эссене. 1 июня 1940 года был зачислен в ряды СС (№ 372303). 29 июня 1941 года был назначен высшим руководителем СС и полиции «Запад». В его подчинении находился 6-й военный округ. 16 ноября 1944 года ему было присвоено звание обергруппенфюрера и генерала полиции и войск СС. С ноября 1944 года был инспектором народного ополчения Вервольф в Вестфалии. 12 декабря 1944 года Гутенбергер написал Генриху Гиммлеру: «Первоначально 108 дезертиров и лиц, заподозренных в шпионаже, были расстреляны, чтобы стабилизировать боевой дух. Не совсем чётко обозначено, как такие дезертиры были преданы полевым судам, которые почти всегда приговаривали их к смертной казни.» По поручению Гиммлера, 25 марта 1945 года отдал приказ эсэсовцам люфтваффе убить обер-бургомистра Аахена Франца Оппенхофа.

### После войны
10 мая 1945 года был арестован американскими войсками. 20 октября 1948 года британским военным трибуналом в Гамбурге был приговорён к 20 годам тюремного заключения за расстрел иностранных рабочих. 22 октября 1949 года земельный суд Аахена приговорил Гутенбергера к двум с половиной годам тюремного заключения за пособничество в убийстве обер-бургомистра Аахена. 9 мая 1953 года был освобождён из тюрьмы города Верль. В 1953 году против него было прекращено расследование, начатое в Дуйсбурге по обвинению в преступлениях против человечности. После освобождения работал представителем торговой компании. Умер 8 июля 1961 года в Эссене.